# Asterropteryx striata
Espèce
Asterropteryx striata est une espèce de poisson marin de la famille des Gobiidae soit les gobies.

## Répartition
Asterropteryx striata est présent dans les eaux tropicales de la zone centrale Indo-Pacifique.
Sa taille maximale est de 2,3 cm.

## Étymologie
Son nom spécifique, du latin striata, « rayé », lui a été donné en référence à sa rayure distincte latérale.

## Publication originale
- (en) Allen & Munday, 1995 : Description of four new gobies (Gobiidae) from the western Pacific Ocean. Revue française d'Aquariologie Herpétologie, vol. 22, n. 3-4, pp. 99-104[5].